# Universiteit in Nederland

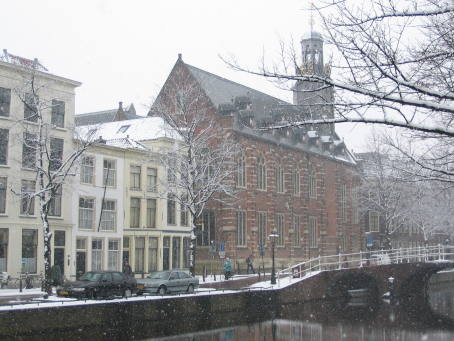
De Universiteit Leiden werd opgericht in 1575 en is de oudste universiteit van Nederland

In Nederland is een universiteit een onderwijsinstelling in het hoger onderwijs die ingericht is om wetenschappelijk onderwijs te bieden en wetenschappelijk onderzoek te verrichten. Ze verzorgt academische opleidingen en verleent academische graden. Nederlandse universiteiten bieden tegenwoordig onder meer bachelor- en master-opleidingen en geven onderdak aan onderzoeksscholen en onderzoekinstituten.

## Naamgeving
De naam "Universiteit" en "Hogeschool" zijn in Nederland wettelijk beschermd sinds 8 maart 2017.
Dit is geïntroduceerd na een affaire rond de Alhuraa University. Uitzondering op deze bescherming zijn volksuniversiteiten en personen of rechtspersonen die geen graden verlenen of betaling vragen voor onderwijs of certificaten.

## Geschiedenis
Voordat er in de Lage Landen universiteiten waren, ging men voor een studie naar de universiteiten van Parijs (de Sorbonne), Keulen, Oxford of naar een van de vele in Italië.
De oudste universiteit van de Lage Landen is die van Leuven: de Katholieke Universiteit Leuven. Zij werd op 9 december 1425 door paus Martinus V opgericht.

#### De klassieke universiteiten, gesticht tijdens de Republiek
In de Republiek der Zeven Verenigde Nederlanden (1588-1795) werden zes Academies opgericht die vergelijkbaar waren met een universiteit en het ius promovendi (promotierecht) bezaten. De eerste universiteit, namelijk de Universiteit Leiden, werd in 1575 opgericht door Willem van Oranje, toen door De Nederlandse Opstand het studeren zeer bemoeilijkt werd in Leuven, de centrale universiteit van de Lage Landen. Tien jaar later volgde de universiteit van Franeker (1585). De overige universiteiten werden achtereenvolgens opgericht in 1614 (Rijksuniversiteit Groningen), 1636 (Universiteit Utrecht), 1648 (Universiteit van Harderwijk) en 1656 (Kwartierlijke Academie van Nijmegen). De eerste Nijmeegse academie verdween na 24 jaar, de tweede poging halverwege de 18e eeuw mislukte al na vier jaar. De academiën van Franeker en Harderwijk kwamen in 1811 aan hun einde, tijdens de Franse tijd in Nederland.
Van deze academies bestaan alleen alleen nog de Universiteit Leiden, Rijksuniversiteit Groningen en de Universiteit Utrecht. 
Naast de universiteiten bestonden ook zogeheten illustere scholen, die een basisopleiding gaven op een vergelijkbaar academisch niveau, maar niet het recht hadden om academische graden te verlenen. Van deze scholen bestaat alleen nog de Universiteit van Amsterdam die in 1632 werd opgericht als Athenaeum Illustre Amsterdam maar in 1877 een volwaardige universiteit werd met promotierecht. 
Hoewel het pas later de universiteitsstatus kreeg, wordt het gerekend tot een van de vier klassieke universiteiten in Nederland, gezien de oprichting tijdens de Republiek.

## Openbare universiteiten
Er zijn vijf algemene universiteiten die voorheen het alleenrecht hadden op het predikaat "universiteit" als zij op zijn minst de vijf klassieke studies aanboden (geneeskunde, wiskunde en natuurwetenschappen, letteren en wijsbegeerte, rechten, en theologie):
- de Universiteit Leiden (1575)
- de Rijksuniversiteit Groningen (1614)
- de Universiteit Utrecht (1634; universiteit sinds 1636)
- de Universiteit van Amsterdam (1632; universiteit sinds 1877)
- de Universiteit Maastricht (erkend als Rijksuniversiteit Limburg in 1976).

Er zijn gespecialiseerde universiteiten die oorspronkelijk waren opgericht als hogescholen:
- de Erasmus Universiteit Rotterdam (begon als Nederlandsche Handels-Hoogeschool in 1917; erkend in 1939; universiteit sinds 1973)
- de Universiteit Twente (begon als Technische Hogeschool Twente in 1961; universiteit sinds 1986)
- Wageningen University & Research (begon als Rijkslandbouwschool in 1876; academische status als hogeschool sinds 1918; universiteit sinds 1986)
- de Technische Universiteit Delft (begon als Koninklijke Akademie te Delft in 1842; erkend als Polytechnische School te Delft sinds 1863/4; Technische Hogeschool sinds 1905; universiteit sinds 1988)
- de Technische Universiteit Eindhoven (begon als Technische Hogeschool Eindhoven in 1956; universiteit sinds 1986).

Als laatste is hier nog bijgekomen de Universiteit van Curaçao (1979; sinds 2010 beschouwd als universiteit binnen het koninkrijk).

## Bijzondere universiteiten
Er zijn de Vrije Universiteit Amsterdam (1880), de Radboud Universiteit (Nijmegen, 1923) en Tilburg University (1927).

## Levensbeschouwelijke universiteiten
Er zijn vier levensbeschouwelijke universiteiten die ook door de overheid worden gefinancierd: de Universiteit voor Humanistiek (1989), de Theologische Universiteit Apeldoorn (1962), Theologische Universiteit Kampen (1987) en de Protestantse Theologische Universiteit (2007).

## Open Universiteit
Er is de Open Universiteit (1984)

## Particuliere universiteiten
Er zijn particuliere universiteiten, welke geaccrediteerd zijn door de Nederlandse overheid als universiteit maar niet hoofdzakelijk gefinancierd worden door deze overheid. Particuliere universiteiten zijn ontstaan na de tweede wereldoorlog: de Nyenrode Business Universiteit is de oudste particuliere universiteit van Nederland en werd opgericht in 1946.

## Studenten
In het studiejaar 2013-2014 studeerden ruim 250.000 studenten in het wetenschappelijk onderwijs. Studenten moeten doorgaans een voltooide opleiding in het voorbereidend wetenschappelijk onderwijs of hoger beroepsonderwijs op zak hebben, alvorens ze toelating krijgen voor wetenschappelijk onderwijs.

## Algemeen of gespecialiseerd
In Nederland worden universiteiten vaak ingedeeld als een algemene of gespecialiseerde universiteit. De algemene universiteiten doen onderzoek en bieden onderwijs dat grote delen van het volledige wetenschappelijke spectrum beslaat. De gespecialiseerde universiteiten beperken zich tot specifieke deelterreinen van onderwijs en onderzoek.
In Nederland zijn er gespecialiseerde universiteiten, vaak technisch van aard. Er in Nederland bijvoorbeeld een universiteit die zich richt op landbouw, de landbouwuniversiteit. In het verleden werden deze met Hogeschool aangeduid; de naam universiteit was voorbehouden aan instituten met ten minste vijf faculteiten, waaronder in ieder geval een medische. Sinds HBO-instellingen als "hogescholen" worden aangeduid, worden alle instellingen voor academisch onderwijs in Nederland "universiteiten" genoemd.

## Financiering wetenschappelijk onderzoek
Wetenschappelijk onderzoek binnen universiteiten wordt in Nederland (binnen universiteiten) uit verschillende bronnen bekostigd. Traditioneel onderscheidt men drie zogeheten geldstromen:
- Eerste geldstroom: directe basisfinanciering door de overheid (Ministerie van Onderwijs, Cultuur en Wetenschap)
- Tweede geldstroom: financiering via nationale onderzoeksorganisaties, met name de Nederlandse Organisatie voor Wetenschappelijk Onderzoek en door haar (deels) gefinancierde organisaties als FOM, Technologiestichting STW en ZonMw
- Derde geldstroom: alle andere vormen van financiering, waaronder financiering door het bedrijfsleven en door organen van de Europese Unie

Voor de tweede geldstroom zijn geen vaste bijdragen: alle financiering daaruit moet door onderzoekers of instellingen specifiek worden aangevraagd op basis van onderzoeksvoorstellen. Daarnaast is het financieringsbeleid van NWO steeds meer gericht op de zogeheten 'topsectoren' (het topsectorenbeleid). Als tegenreactie op dit topsectorenbeleid ontstond de beweging Science in Transition die zich zorgen maakt om de commercialisering van de wetenschap en de publicatiedruk die de kwaliteit van onderzoek in de weg zouden staan. Ook het in 2013 ontstane Platform Hervorming Nederlandse Universiteit bekritiseert de privatisering in de wetenschap.